# Heinrich Reinhart (Museumsleiter)

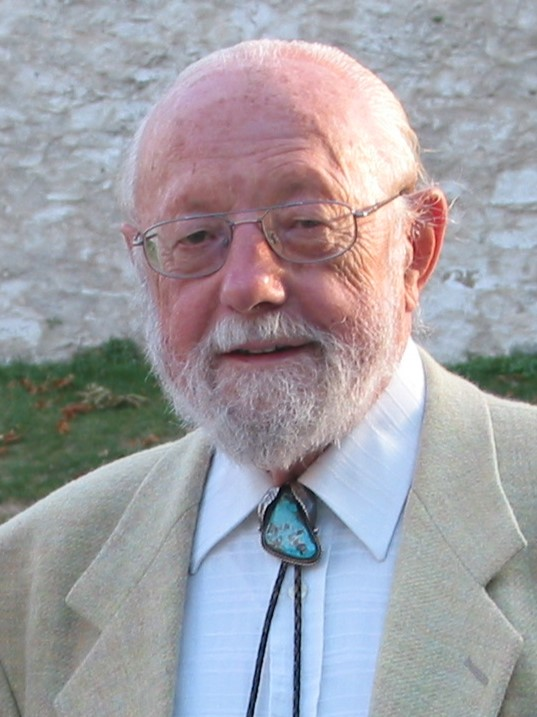
Heinrich Reinhart (2003)

Heinrich Reinhart (* 12. August 1927 in Wien; † 9. Mai 2013 in Horn) war ein österreichischer Mediziner, Schriftsteller, Heimatforscher und Förderer der Klassischen Musik im Waldviertel.

## Leben
Heinrich Reinhart promovierte im Juli 1953 zum Doktor der gesamten Heilkunde und war in der Folge Chirurg im Krankenhaus der Stadt Eggenburg. Über Jahrzehnte bestimmte er das Kulturgeschehen in der niederösterreichischen Kleinstadt als Kulturstadtrat und Obmann der Krahuletz-Gesellschaft. Er war verantwortlich für zahlreiche Sonderausstellungen im Krahuletz-Museum, die jeweils in Verbindung mit den Fachinstituten der Universität Wien gestaltet wurden. Hervorzuheben sind die Ausstellungen über Bertha von Suttner und Johann Krahuletz, aber auch über die Plangrabungen in der slawischen Wallanlage von Thunau am Kamp. Zu diesen Ausstellungen sind auch wissenschaftliche Begleitveröffentlichungen erschienen. Reinhart publizierte auch zur Stadtgeschichte von Eggenburg. Bis 1980 fungierte er zudem als Leiter der Volkshochschule von Eggenburg.
Ein weiteres Interessensgebiet betraf die religiöse Volkskunde. In jahrzehntelanger intensiver Sammelarbeit baute er diesbezüglich eine sehr beachtenswerte Sammlung von Hinterglasbildern auf.
Als Obmann des Vereines der Musikfreunde Schlo Breiteneich-Stift Altenburg betreute Reinhart ab 1972 die musikalischen Aktivitäten im Stift Altenburg und im Schloss Breiteneich bei Horn, die durch seine Bemühungen als Mitbegründer des Kammermusikfestivals Allegro Vivo weit über die regionalen Grenzen hinaus bekannt wurden.
Heinrich Reinhart veröffentlichte auch zwei thematisch eng mit der näheren Heimat (Waldviertel) verwurzelte Lyrikbände. Seine Gedichte sind durch eine eigene Musikalität ausgezeichnet.
Seine Aktivitäten brachten ihm 1972 das Österreichische Ehrenkreuz für Wissenschaft und Kunst, 1976 die Goldene Ehrennadel des Sängerbundes, 1981 das Silberne Ehrenzeichen für Verdienste um das Bundesland Niederösterreich und 1991 den Berufstitel „Professor“ ein.
Am 9. Mai 2013 verstarb er nach langer Krankheit.

## Werke
- Pflege alter Musik im Waldviertel. Das Waldviertel 14, 1965, S. 103f.
- Bertha von Suttner – Dokumente um ein Leben. Sonderausstellung im Krahuletz-Museum, Eggenburg 1972
- Johann Krahuletz und der Krahuletz-Gedenkmarsch. Das Waldviertel 22, 1973, S. 253f.
- Johann Krahuletz 1848–1928. Ausstellung im Krahuletz-Museum, Eggenburg 1973
- Waldviertler Sonette, Wien/Krems 1973
- Mühlenminiaturen, Wien/Krems 1974
- Geschichte und Gegenwart der Stadt Eggenburg, Eggenburg 1977
- Eggenburg und seine Ausstrahlungen, Kautzen 1991 (gemeinsam mit Arnulf Neuwirth)
- 100 Jahre Krahuletz-Gesellschaft – Strukturen und Strömungen im Vorfeld ihrer Gründung. Das Waldviertel 50, 2001, S. 115ff.